# Escape from Rungistan
Escape from Rungistan est un jeu vidéo d’aventure développé par Bob Blauschild et publié par Sirius Software en 1982 sur Apple II. Le joueur incarne un touriste retenu dans une prison d’un pays imaginaire d’Afrique centrale, le Rungistan, pour avoir tenté de passer la frontière. Son objectif est de fuir le pays afin d’éviter d’être fusillé,. Pour cela, il doit d’abord s’échapper de prison puis traverser les étendus sauvages du Rungistan dans lesquelles il est notamment amené à  affronter un ours et à descendre à ski une montagne, poursuivi par une avalanche. Le joueur contrôle son personnage par l’intermédiaire d’une interface en ligne de commande. Le jeu est cependant illustré de graphismes et inclut des séquences animés lors desquelles le joueur doit agir rapidement, en tapant la commande approprié dans un temps limité.